# Chamaepentas pseudomagnifica
Chamaepentas pseudomagnifica är en måreväxtart som först beskrevs av Mary Ruth Fussel Jackson Taylor, och fick sitt nu gällande namn av Jesper Kårehed och Birgitta Bremer. Chamaepentas pseudomagnifica ingår i släktet Chamaepentas och familjen måreväxter. Inga underarter finns listade i Catalogue of Life.